# Winchester-Entwicklungen von Browning

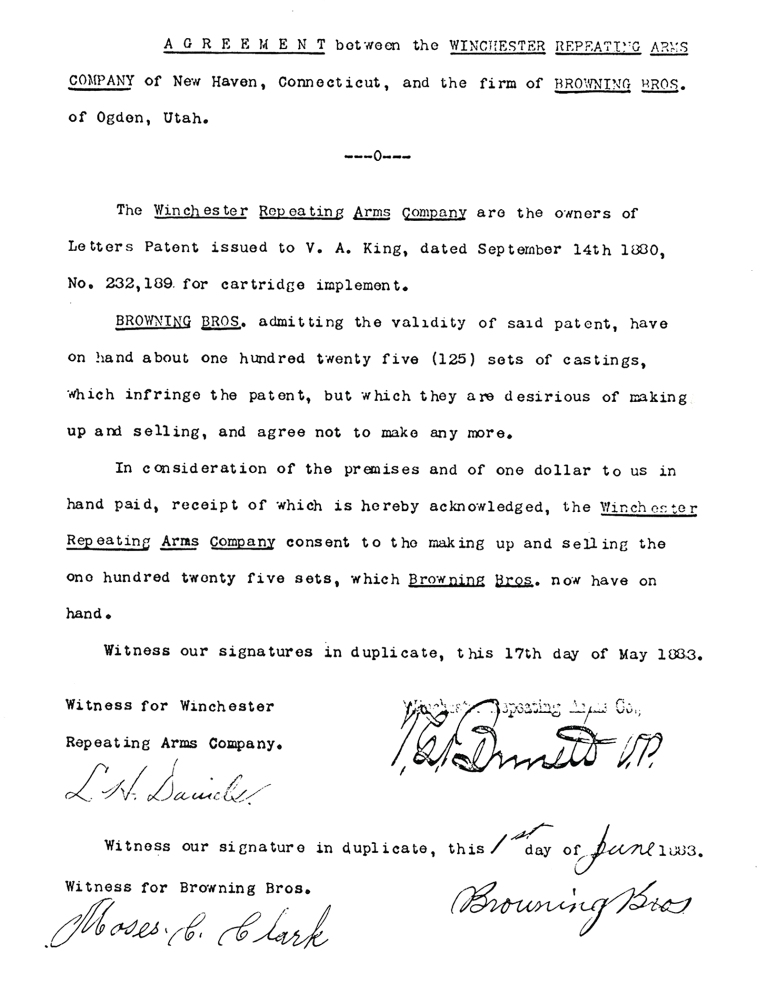
Browning-Winchester Vertrag 1883

John Moses Browning entwickelte ab 1885 diverse Winchester-Gewehre wie das Model 1885, einen Einzellader, die Unterhebelrepetierer Model 1886, 1892, 1894 und 1895, die Vorderschaftrepetierflinten Model 1887, 1897 sowie das Kleinkaliber-Repetiergewehr Model 1890 mit dem gleichen Verschlusssystem.

## Beginn der Zusammenarbeit

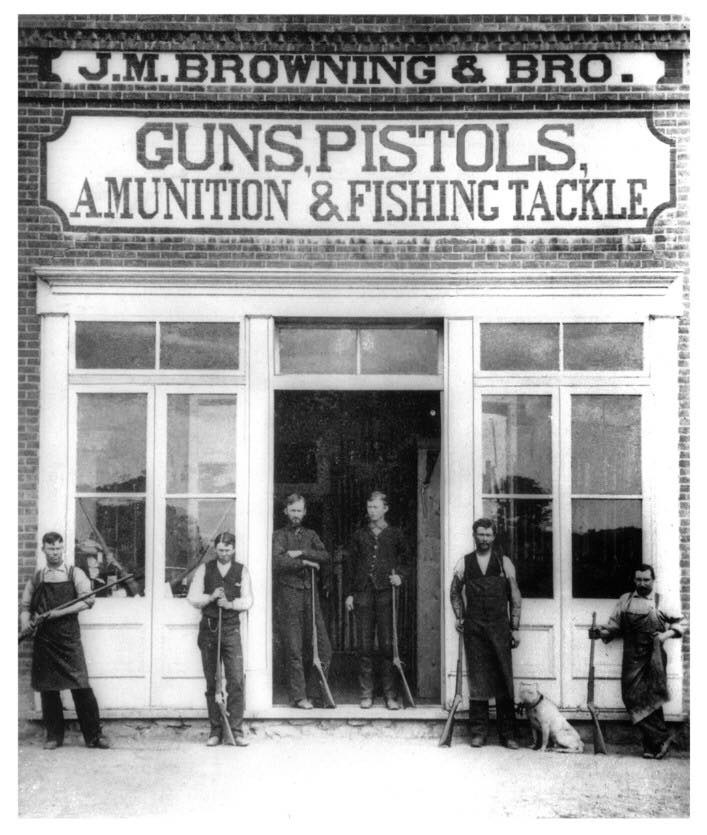
Browning Brothers Büchsenmacherei in Ogden, (Utah Territory), 1882. Von links nach rechts: Thomas Samuel Browning, George Emmett Browning, John Moses Browning, Matthew Sandefur Browning, Jonathan Edmund Browning und Frank Rushton

Der Grund für den Beginn der Zusammenarbeit zwischen Browning und der Winchester Repeating Arms Company ist auf eine Patentverletzung der Firma Browning Brothers in Ogden (Utah) zurückzuführen, da ein von Browning hergestelltes Patronen-Wiederladegerät in Funktion und Aufbau dem eines von Winchester entwickelten und patentierten Geräts entsprach.

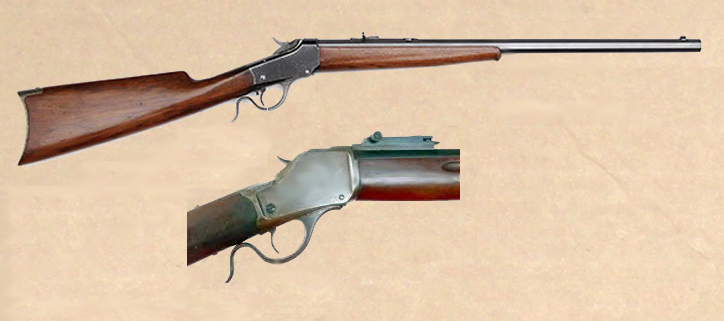
Winchester-Model 1885 Low Wall, darunter Verschluss High Wall

Um die Sache abzuklären und über eine Lösung zu verhandeln, schickte Winchester den Vizepräsidenten und Manager T. B. Bennett nach Ogden. In der Browning-Büchsenmacherei sah M. Bennett ein von John Moses Browning und seinem Bruder Matthew entwickeltes und im Oktober 1879 patentiertes Einzelschussgewehr mit Fallblockverschluss. Bennett zeigte Interesse an der Waffe und schlug Browning die Serienherstellung durch Winchester vor. Diese erste Vereinbarung zwischen Browning Brothers und der Winchester Repeating Arms Company wurde am 17. Mai 1883 von Winchester unterschrieben und am 1. Juni 1883 von Browning bestätigt. Die Zusammenarbeit zwischen John Moses Browning und der Firma Winchester dauerte bis zur Jahrhundertwende, aus ihr gingen die erfolgreichsten Unterhebel-Repetiergewehre hervor.
Die Vorteile der Neuentwicklungen gegenüber den von Winchester fabrizierten Vorgängern, den Unterhebelrepetierern Model 1873 und 1876 mit Kniegelenkverschluss waren die verbesserte Verriegelung und das kürzere Verschlussgehäuse, das bei gleicher Länge der Waffe längere Läufe erlaubte.

### Der Einzellader-Model 1885

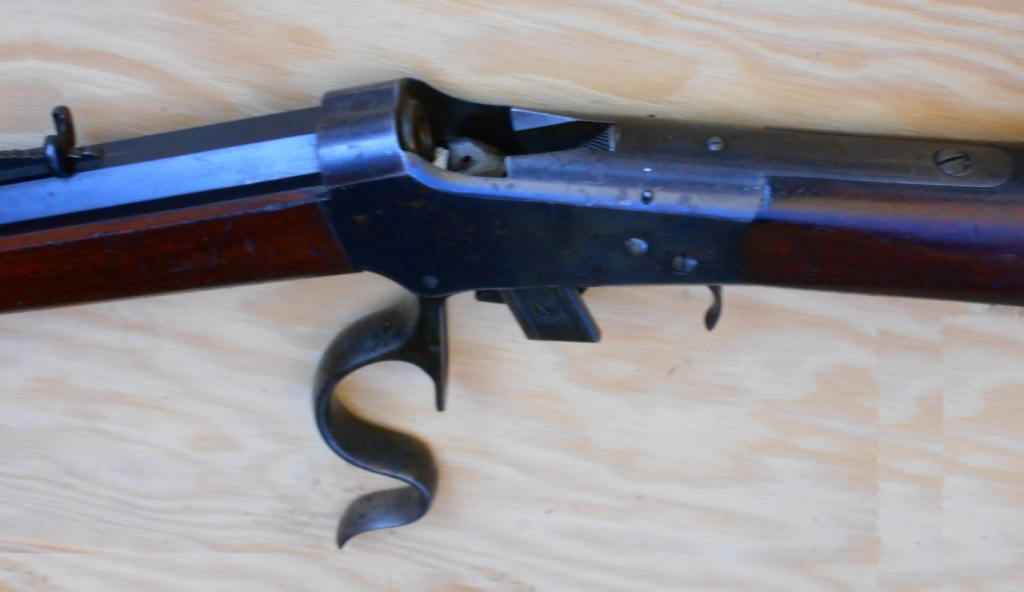
Winchester Model 1885, Verschluss

Das erste von Browning entwickelte Winchester-Gewehr war das einschüssige Winchester-Model 1885. Die Waffe entsprach bis auf Details der in Ogden entwickelten Waffe mit einem senkrecht öffnenden Fallblockverschluss mit Auswerfer, der mit einem untenliegenden Ladehebel betätigt wird. Zivile Waffen wurden in diversen Kalibern als High-Wall und Low-Wall Mod. 1885 von 1885 bis 1913 fabriziert. Gesamthaft wurden 100.352 Stück in diversen Kalibern, von den Randfeuerkalibern .22 bis zum Zentralfeuerkaliber 50–110 Express hergestellt.
Kurz nach der Jahrhundertwende entwickelte der US-Colonel C. B. Winder ein Trainingsgewehr im Kaliber .22 auf der Basis des M 1895 High-Wall mit Militärschäftung. 1918/19 wurden 11.419 dieser „Winder Muskets“ hergestellt. Sie wurden von der U.S. Ordnance und nach dem Krieg von der American N.R.A. (National Rifle Association) als Trainings- und Sportgewehre verwendet.

### Unterhebelrepetierer Model 1886

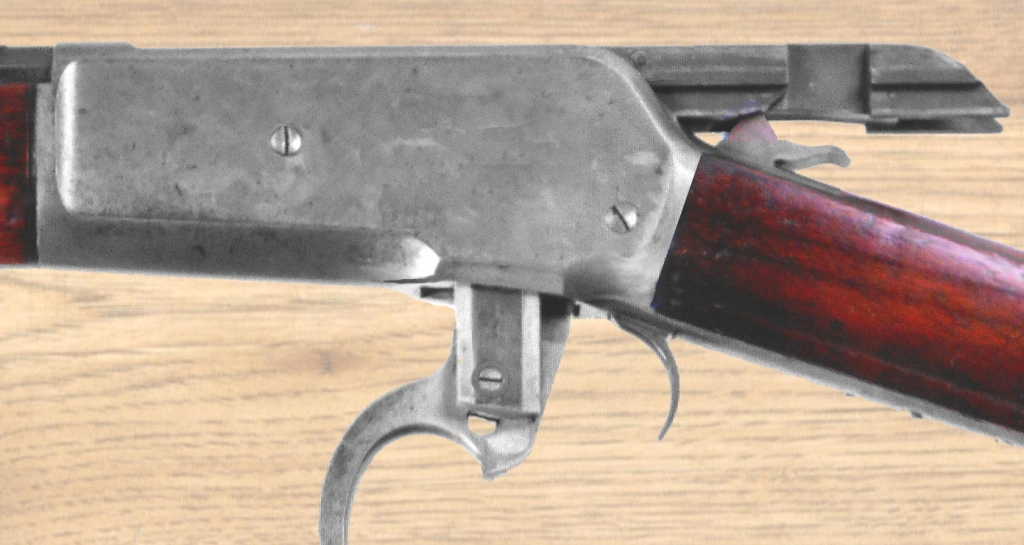
Winchester M86, Verschluss offen, Verriegelungsblock unten am Gehäuse sichtbar

1886 brachte Winchester das erste von John Moses Browning entworfene Repetiergewehr heraus, das später auch Patronen mit rauchschwachem Pulver verkraftete. Die Entwicklung von Browning löste das Unterhebelsystem mit einem Kniegelenkverschluss, der Verriegelung des Henry-Gewehres und seiner Nachfolger durch einen wesentlich belastbareren Blockverschluss ab. Hinten im Verschlussgehäuse und am Verschluss (Bild) waren beidseitig senkrechte Einfräsungen angebracht, in denen Verriegelungsblöcke den Verschluss blockierten. Zum Nachladen wurden die Verriegelungsblöcke durch die Betätigung des Ladehebels nach unten gezogen, der Verschluss lief nach hinten, die leere Hülse wurde ausgeworfen, zugleich klappte der Patronenzuführer nach oben, die nächste Patrone wurde zugeführt und der Verschluss verriegelt, die Waffe war schussbereit. Das Model 1886 verschoss diverse Patronen vom Jagdkaliber .33 WCF über die .45-70-Armeepatrone bis zu .50-Großwildpatronen. Vom Model 1886 wurden zwischen 1886 und 1935 156.599 Stück hergestellt. Von einer modernisierten Variante, dem Model 71, wurden zwischen 1935 und 1958 47.254 Stück im Kaliber .348 W.C.F. hergestellt.

### Unterhebelrepetierer Model 1892

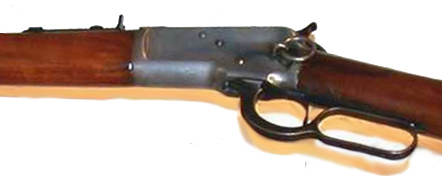
Winchester-Model 92, Verschlussgehäuse

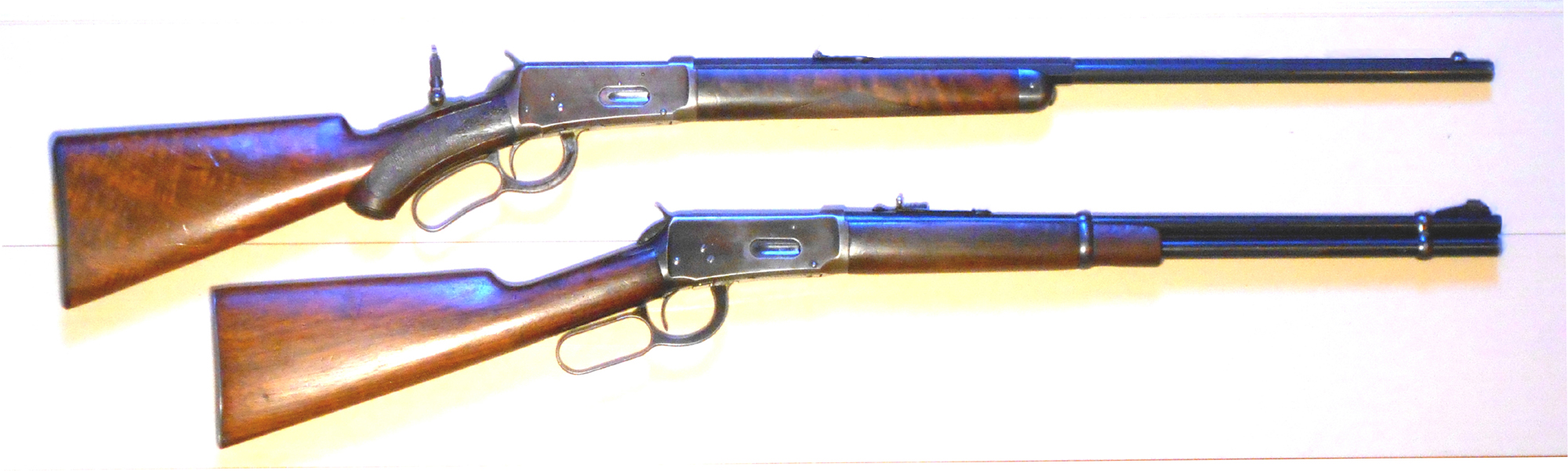
Winchester Mod 1894, oben Luxus-Rifle, hergestellt 1896, unten Karabiner, hergestellt 1948

1892 folgte die kleine Schwester des Models 86, die Winchester Modell 1892. Funktion und Verschlusssystem entsprachen konstruktiv dem des von Browning entwickelten Models 1886; da sie kürzere Patronen verschoss, war das Verschlussgehäuse kürzer, die Waffe war wesentlich leichter als das Modell 86. Wie das Modell 1873 verschoss sie Revolverpatronen der Kaliber .44-40 WCF, .38-40 WCF und .32-20 WCF sowie später die .25-20 WCF. Im Gegensatz zum Model 73 konnten auch moderne, mit rauchlosem Pulver geladene Patronen verschossen werden. Von der Winchester Mod 92 und ihren späteren Varianten Mod 53 und Mod 65 wurden bis 1932 1.001.324 Stück hergestellt.

### Der Winchester Unterhebelrepetierer Model 1894

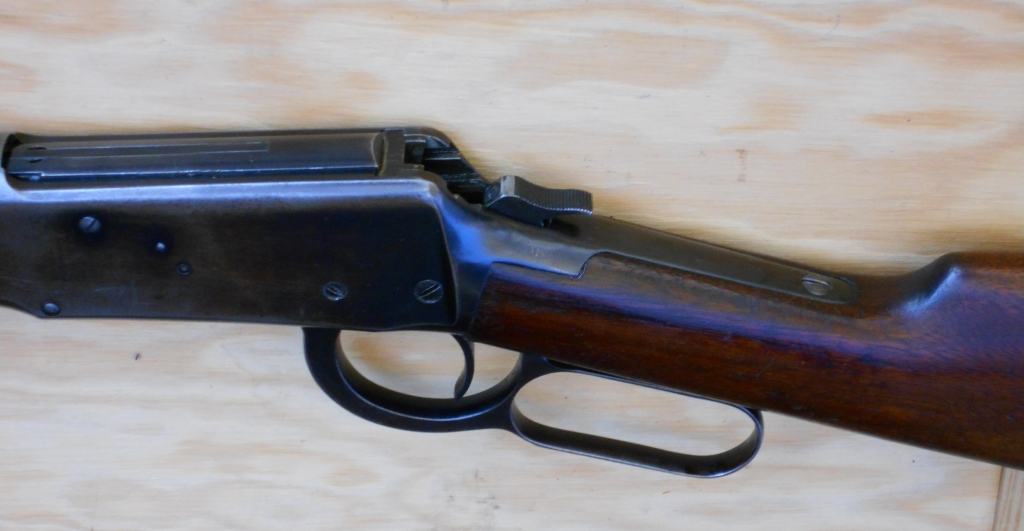
Winchester M 94, hinter dem Verschluss sichtbar der Verriegelungsblock, Hahn gespannt

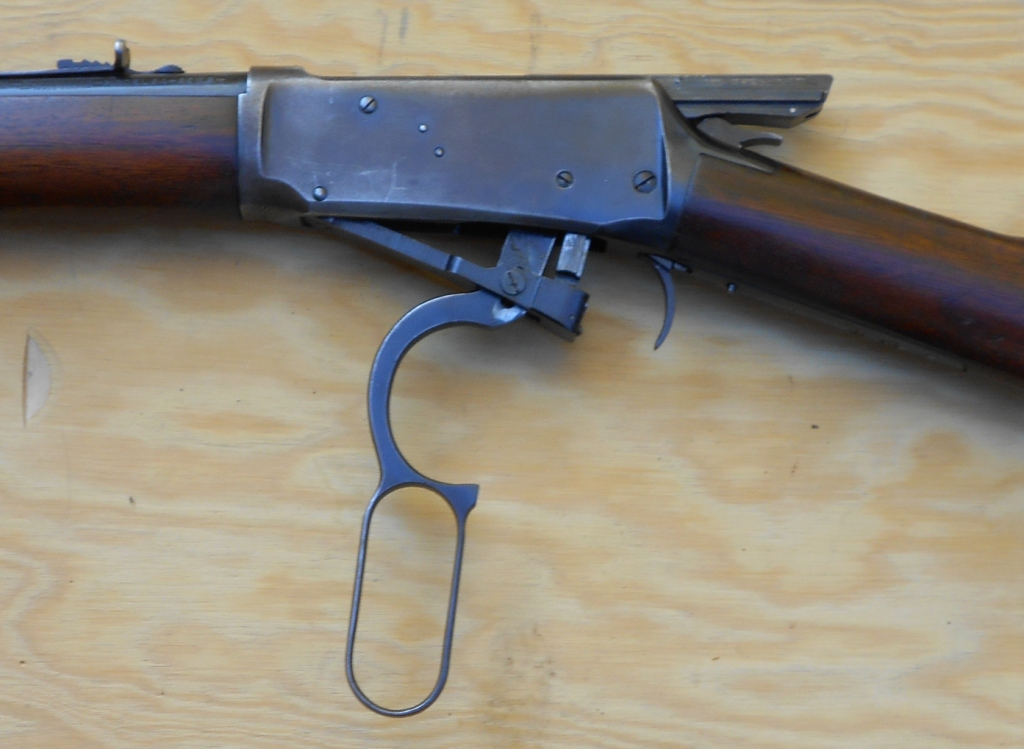
Winchester M 94, Verschluss offen, Verriegelungsblock hinten am Boden angelenkt

Das Winchester-Model 1894, Gewehr, war der letzte von John Moses Browning entworfene Unterhebelrepetierer mit Röhrenmagazin für Winchester.
Das Verschlusssystem entsprach bis auf Details dem seiner Vorgänger M 86 und M 92. Im Unterschied zu diesen ist der hinter dem Verschluss liegende Verriegelungsblock einteilig. Zudem ist der Boden des Verschlussgehäuses nicht mehr geschlossen und rund, sondern hinten abklappbar. Bei der Ladebewegung wird der Boden durch den an seinem hinteren Ende angebrachten Ladehebel abgeklappt.
Das Model 94 verschoss anfangs Schwarzpulverpatronen .32-40 und .38-55, die später auch rauchlos geladen wurden. Ab 1895/96 kamen die moderne .32 Winchester Special-, die klassische .30-30 Winchester- und für Kleinwild die .25-35-Winchester-Patrone.auf. Das Magazin des Karabiners, Lauflänge 20 Zoll, fasst 6 Patronen, das Magazin des Gewehrs, Lauflänge 24 Zoll, 8 Patronen.
Bekannt wurde das Model 94 zur Jahrhundertwende durch seine Verwendung im Klondike-Goldrausch in Alaska, wo die Waffe auch bei klirrender Kälte immer funktionierte.
Ab 1924 wurden die Modell-94-Jagdwaffen – nicht der Karabiner – neu als Model 55 und ab 1933 als Model 64 angeboten. Sie verschossen die gleiche Munition wie das Model 94, beim Model 64 kam die .219 Zipper-Patrone dazu, alles rauchlose Mittelpatronen. Bis 1932 waren rund eine Million Winchester-Waffen Model 94 hergestellt, Ende 1963 war die Waffennummer 2.586.000 erreicht.
Die Fertigung der ab 1964 bis 1983 hergestellten Waffen wurde geändert. Das Verschlussgehäuse war nicht mehr geschmiedet und gefräst, sondern aus Sinterstahl hergestellt, andere Teile waren direkt als Präzisionsguss gefertigt anstatt gefräst, was die Produktion wesentlich verbilligte. Als einzige Winchester in klassischer Form wurde die Winchester 94 – vor allem im jagdtauglichen Kaliber .30-30 Winchester – bis 2006 auf den Markt gebracht, Kopien aus Italien und Japan werden heute noch angeboten.

### Unterhebelrepetierer Model 1895

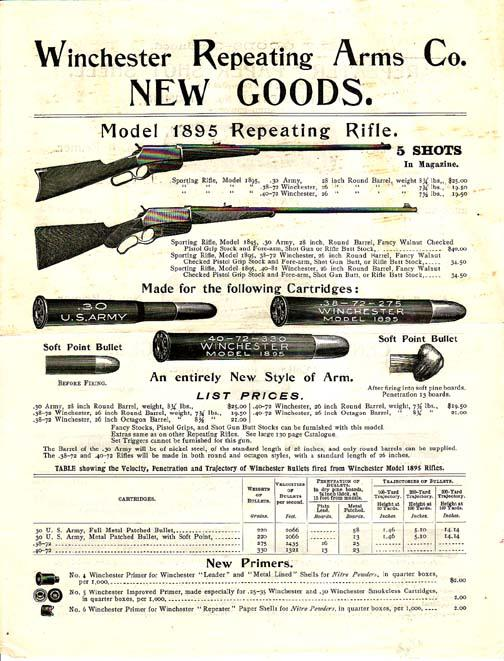
Anzeige Winchester-Modell 1895

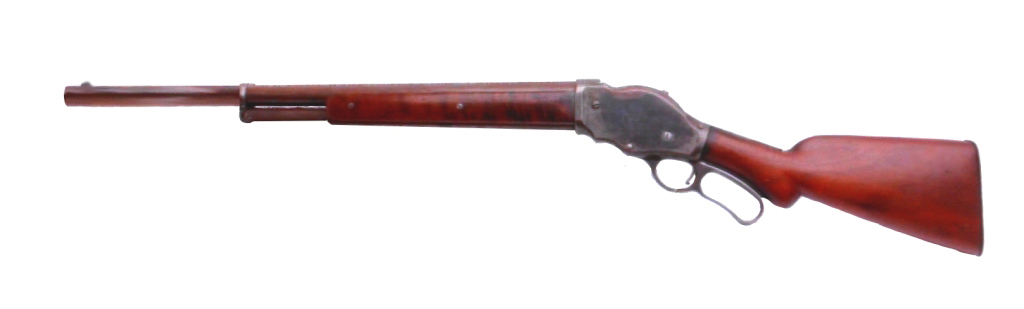
Winchester-Model 1887/1901, Flinte

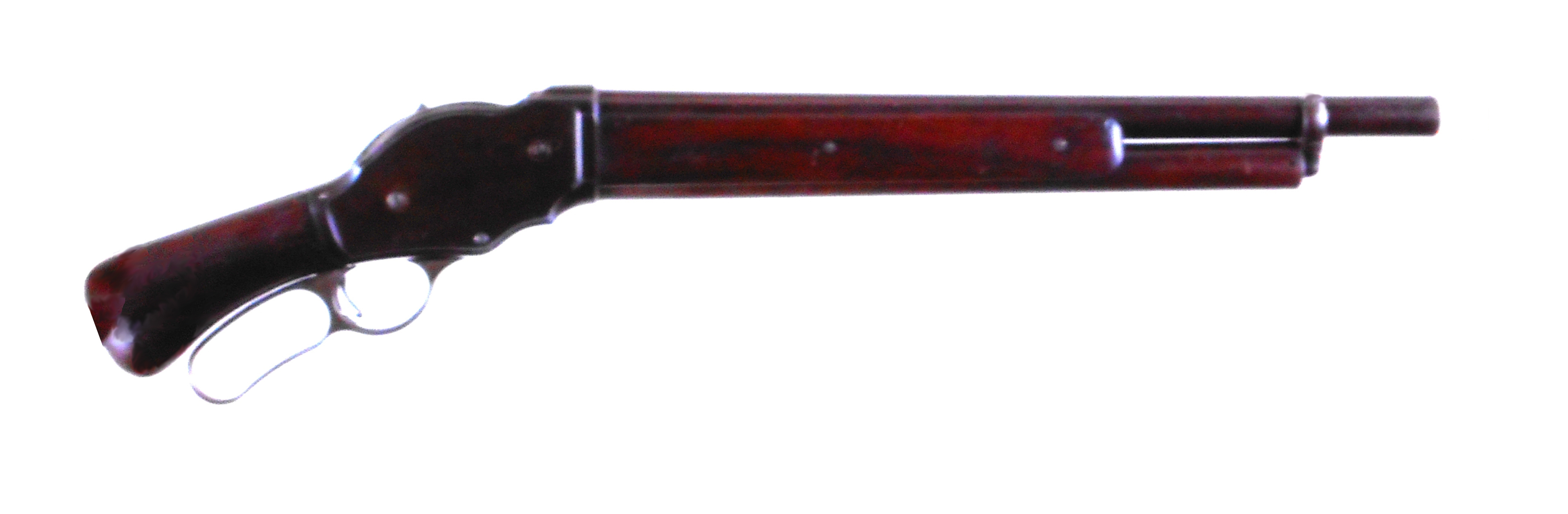
Winchester-Model 1887, gekürzt

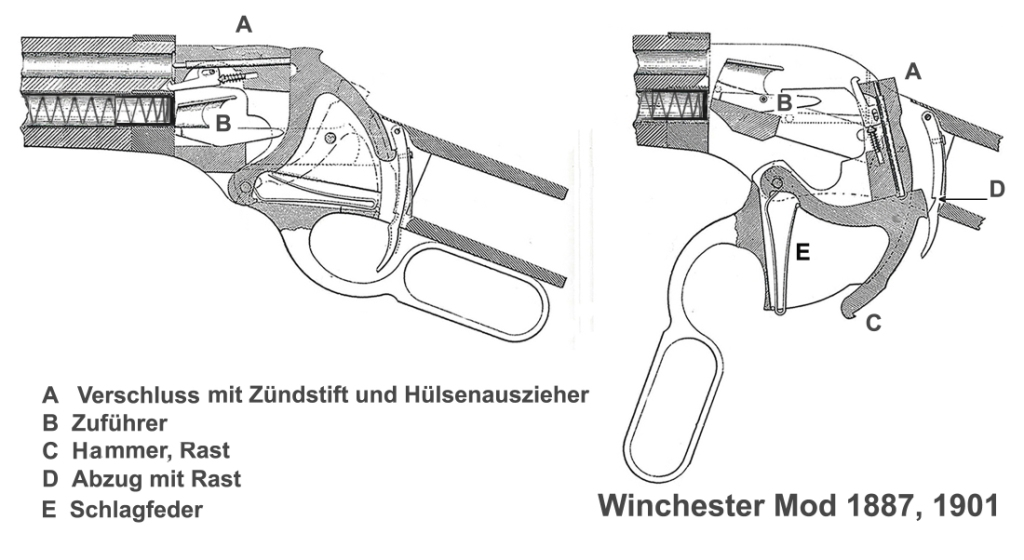
Winchester M 1887, Schloss

Mit den bisherigen Winchester-Repetierern mit Röhrenmagazin konnten keine Spitzpatronen verschossen werden, die Gefahr von Magazinzündern war zu groß. Ab 1895 produzierte die Winchester Repeating Arms Company deshalb einen von Browning entwickelten Unterhebelrepetierer mit einem Kastenmagazin für moderne Spitzpatronen. Je nach Art der Munition (Hülsendurchmesser) fasste das Magazin 4 oder 5 Schuss. Das Verriegelungssystem entsprach dem des Models 94 mit dem Unterschied, dass der Verriegelungsblock nicht die ganze hintere Fläche des Verschlusses abdeckte. Zwischen 1895 und 1931 wurden 485.881 Winchester Model 1895 als Jagdwaffen, Infanteriegewehre und Militärkarabiner hergestellt, die Verkäufe wurden 1938 eingestellt.
Der berühmteste Besitzer einer Winchester Mod 95 war der Großwildjäger und spätere US-Präsident Theodore Roosevelt. Neben starken Jagdpatronen wie die .35 Winchester und die Großwildpatrone .405 Winchester wurde das Gewehr auch für diverse Armeepatronen wie die .303 British angeboten. Großbritannien setzte das Model 1895 auch im Zweiten Burenkrieg (1899–1902) ein.
Der Karabiner mit 22-Zoll-Lauf in den amerikanischen Armeekalibern .30-40 Krag und .30-06 Springfield wurde von den Texas Rangers – die ihre Waffen selber stellten – und anderen Polizeieinheiten eingesetzt.
Die russische Armee bestellte 1915 etwa 300.000 dieser Waffen im russischen Militärkaliber 7,62 × 54 mm R, die auch das Mosin-Nagant-Gewehr verschoss. Wie beim Mosin-Nagant-Gewehr konnte das Magazin mit Hilfe eines Ladestreifens oder mit einzelnen Patronen gefüllt werden. Es fasste fünf Patronen. Etwa 200.000 Stück der Waffe wurden bis zum Ausbruch der Oktoberrevolution 1917 geliefert, bis die US-Regierung weitere Waffenexporte verbot. Ein Teil der russischen Waffen gelangte nach Finnland, wo sie im finnischen Bürgerkrieg (1918) und im Winterkrieg (1939–1940) eingesetzt wurden. Im spanischen Bürgerkrieg (1936–1939) profitierten auch die Republikaner von Lieferungen der Sowjetunion.

### Unterhebel-Repetierflinte Model 1887 und 1901
Das Modell 1887 war die erste von Winchester produzierte Repetier-Schrotflinte. Als Unterhebelrepetierer für Schwarzpulver-Schrotpatronen wurden etwa 64.800 dieser Waffen produziert. Die Produktion des Nachfolgers, des Models 1901 für rauchloses Pulver, wurde bis 1920 weitergeführt, insgesamt wurden 79.400 dieser Unterhebelrepetierer hergestellt.
Als die Firma Winchester John M. Browning die Entwicklung einer Unterhebel-Repetierflinte vorschlug, war dieser schon mit der Entwicklung einer Vorderschafts-Repetierflinte beschäftigt. Nach längeren Verhandlungen sagte er der Entwicklung der von Winchester vorgeschlagenen Unterhebel-Repetierflinte, obwohl er an deren Erfolg zweifelte.
Der Fallblockverschluss gleicht in der Funktion dem des Spencer-Gewehres, wie dieser wird er durch einen Unterhebel entriegelt und geöffnet. Das Röhrenmagazin fasst 5 Schuss, es wird bei geöffnetem Verschluss von oben geladen. Zwei zusätzliche Patronen können geladen werden, eine auf den Zuführer und eine ins Patronenlager. Serienmäßig wurde das Modell 1887 im Kaliber 12 und 10 angeboten, bekannt sind Prototypen für großkalibrige Gewehrpatronen.
Im Gegensatz zum Modell 1887, das keine Sicherung hatte, wurde beim Modell 1901 eine Sicherung eingebaut, die den Abzugbügel während des Nachladens blockierte, bevor der Verschluss verriegelt war. Um die Verkäufe der Vorderschafts-Repetierflinten Modell 1897 nicht negativ zu beeinflussen, wurde das Modell 1901 nur im Kaliber 10 hergestellt.
Für die Verwendung der Waffen bei der Polizei und in Gefängnissen wurden die Läufe oft gekürzt, auch der Kolben
wurde umgearbeitet. Es ist nicht bekannt, ob diese Änderungen vom Fabrikanten oder von Büchsenmachern vorgenommen wurden.

### Vorderschaftrepetierer Model 1890

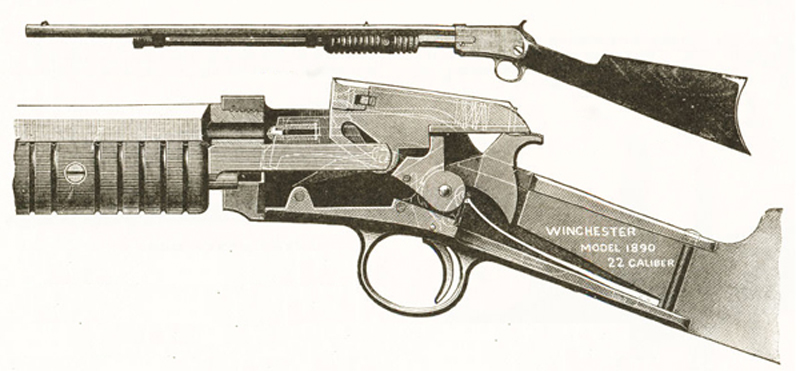
Winchester-Model 1890

Ab 1890 kam der von Browning 1887 patentierte Vorderschaftrepetierer Modell 1890 (verbessert 1906) im Kaliber .22 auf den Markt, von dem bis 1932 849.000 Stück hergestellt wurden. Die Waffe hat einen Kippblockverschluss und ein unter dem Lauf liegendes Röhrenmagazin. Der Verschluss verriegelt mit zwei vorne am Verschlussblock liegenden Blöcken. Zum Entriegeln wird er vorne aufgeklappt (Bild). Das System wurde laufend weiterentwickelt und an die neuen .22-Patronen angepasst. Eine verbesserte Version mit einer vergrößerten Magazinkapazität kam 1932 unter der Modellbezeichnung 62 auf den Markt. Bis 1943 wurden 158.000 dieser Waffen verkauft.

### Vorderschafts-Repetierflinte Model 1893/1897

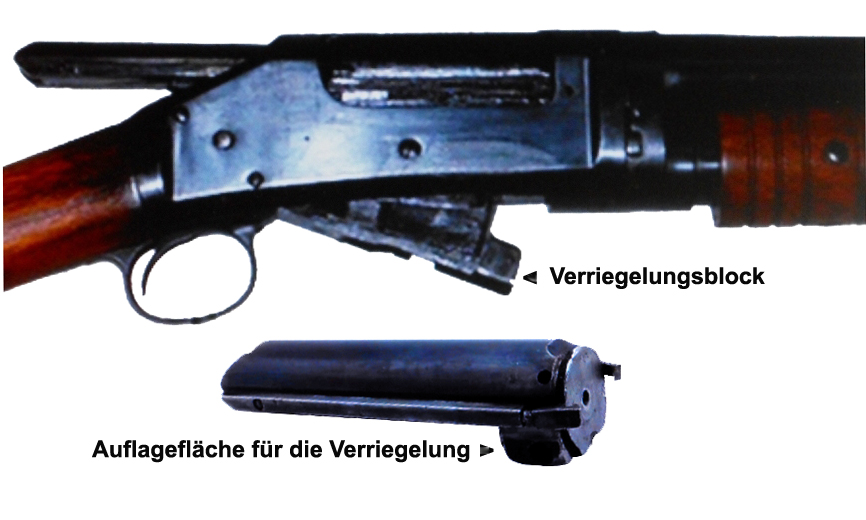
Winchester M 1893 / 1897 Verriegelung

Die von Browning entwickelte glattläufige  Model 1893 Repetierflinte für Schwarzpulver-Schrotpatronen wurde wegen des Aufkommens von rauchlosem Pulver nur in wenigen Exemplaren verkauft; bereits vier Jahre später wurde eine verbesserte Variante, das Model 1897 für moderne Patronen angeboten. Die Röhrenmagazine beider Modelle fassen 5 Schuss. Während das Modell 1893 nur im Kaliber 12 hergestellt wurde, gab es das Modell 97 in diversen Schrotkalibern mit Ausnahme des Kalibers 10.
Die Funktion des Verriegelungssystems geht aus der beiliegenden Abbildung hervor. Die Auswurföffnung des Models 93 zeigte nach oben, die Hülsen wurden nach oben ausgeworfen, was den Schützen störte. Beim Model 1897 wurde dies korrigiert, der Hülsenauswurf erfolgte seitlich.
Vom Model 1893 wurden bis 1899 63.400 Exemplare produziert. Beim Model 1897 waren es bis 1943 906.128 Stück. Diverse Waffen des Models 93 wurden wegen technischer Mängel oder Schäden zur Reparatur an den Fabrikanten zurückgeschickt. Winchester reagierte folgendermaßen: Die Model-83-Flinten wurden kostenlos gegen eine Flinte Model 1897 ausgetauscht, die Model 83 Flinten wurden verschrottet.

### Vorderschafts-Repetierflinte Model 1912
Das Model 1912 ist eine Weiterentwicklung des Models 1897. Im Unterschied zu diesem hat sie einen innenliegenden Hahn. Da die Zusammenarbeit mit Browning zu Ende war und dieser zu gleicher Zeit einen Vorderschaftsrepetierer mit innenliegendem Hahn entwickelt hatte, durfte der Mechanismus des Zündsystems zur Auslösung des Hahns nicht dem der Browningwaffe entsprechen. Der langjährige Winchester-Entwicklungsingenieur Thomas Crossly Johnson wurde deshalb ab 1906 beauftragt, ein Verschlusssystem zu entwickeln, das keine Browning-Patente verletzte. Die Waffe war ein Erfolg, bis 1943 wurden 973.826 dieser „Hammerless Pumpaction Shotguns“ hergestellt. Die Vorderschafts-Repetierflinten M1897 und M1912 wurden nach dem Zweiten Weltkrieg bis ca. 1954 hergestellt, von beiden Modellen wurden insgesamt über eine Million Stück produziert.

### Armeewaffen

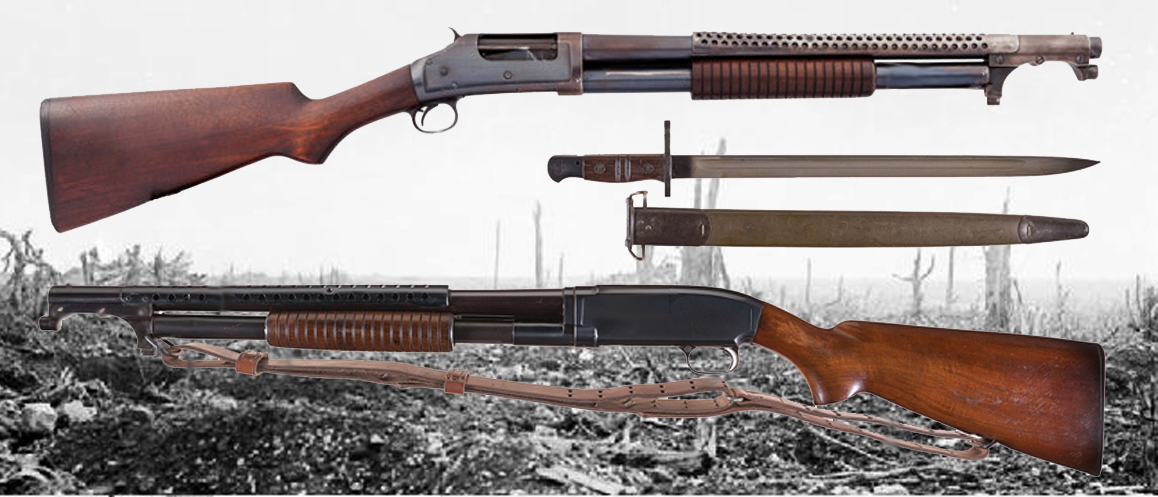
Winchester M 97 und M 12 Trench Guns

In den Weltkriegen wurden kurzläufige Vorderschafts-Repetierflinten M1897 und M1912 in großer Zahl zur Ausrüstung der Infanterie an die US-Armee geliefert.
Wenig bekannt ist auch, dass die Firma Winchester im Auftrag der US-Regierung neben anderen Herstellern auch von Browning entwickelte Maschinengewehre herstellte, z. B. das Browning Automatic Rifle. Winchester stellte 47.123 dieser Waffen für US-Truppen im Zweiten Weltkrieg her.